# Doutor Fran
Francisco Bruno Mariano de Moraes Rabello (São Bernardo do Campo, 13 de julho de 1988), mais conhecido como Doutor Fran, é um advogado brasileiro. Natural de São Bernardo do Campo, é especialista em direito do consumidor e direito civil, publicando vídeos humorísticos expondo situações cotidianas em que os direitos do consumidor são usualmente violados. É o advogado brasileiro mais seguido do TikTok, contando com 4,5 milhões de seguidores em setembro de 2023, e também o maior canal brasileiro de direito do YouTube. Começou a postar vídeos no Instagram em julho de 2020, após ser desligado da empresa em que trabalhava, posteriormente migrando para o TikTok. É conhecido pelo bordão "Como você sabe de tudo isso? Eu sigo o doutor Fran em todas as redes sociais". Em 2022, venceu o TikTok Awards na categoria #AprendanoTiktok, dedicada ao "melhor da educação na rede".

## Prêmios e indicações
| Ano  | Premiação     | Categoria        | Trabalho    | Resultado | Ref.  |
| ---- | ------------- | ---------------- | ----------- | --------- | ----- |
| 2022 | TikTok Awards | #AprendanoTikTok | Doutor Fran | Venceu    | [ 7 ] |